# Palazzo Paulucci di Calboli dall'Aste
Palazzo Paulucci di Calboli dall'Aste è un grande edificio storico del centro di Forlì.

## Storia
La costruzione originaria è databile alla metà del settecento, ma nulla ad oggi si conosce riguardo a chi abbia progettato l'intero complesso, risultato dell'unione in epoche diverse di diversi corpi di fabbrica che estendevano su una superficie di 1600 m².
Appartenne ai Conti dell'Aste fino all'estinzione del casato, quindi al marchese Raniero Paulucci di Calboli, protagonista della storia cittadina e di quella italiana. Nel 1921 il marchese rientrò in Italia, dopo aver ricoperto per circa 2 anni la carica di ambasciatore italiano a Tokio. Questo rientro gli consentì di dedicarsi alla ristrutturazione del palazzo che, secondo le sue intenzioni, doveva diventare "La casa Fulcieri". Nel 1922, quando Mussolini salì al potere, il marchese venne nominato senatore ed ambasciatore d'Italia a Madrid. In seguito alle nozze tra Camilla, figlia del marchese, Giacomo Barone, capo di gabinetto di Mussolini, il palazzo acquisì ancora maggior lustro. Nel 1923 lo stesso Benito Mussolini fu ospite in queste stanze e nel 1924 e viene accolto il principe ereditario Umberto di Savoia.
La nascita di un nipote spinse il marchese modificare il testamento, redatto qualche anno prima, al fine di lasciare la casa di Forlì al pronipote e di donare alla città un capitale di 300.000 lire (275.000 € circa del 2013) affinché la rendita di questa somma fosse distribuita ai figli e ai discendenti dei mutilati e feriti di guerra, in memoria del figlio morto in guerra.
La notevole eredità destinata alla città rappresentava circa un terzo dei suoi beni mobili, mentre la casa restava di proprietà della famiglia. Nel 1928 al termine dei lavori di sistemazione del palazzo, il pittore riminese Gino Ravaioli realizzò degli affreschi tuttora visibili in un vasto locale, un tempo destinato biblioteca. Il 12 febbraio 1931, dopo una breve malattia, Raniero morì a Roma. Al podestà di Forlì venne quindi comunicato il contenuto delle disposizioni testamentarie con l'aggiunta della donazione delle 7 opere dello scultore milanese Adolfo Wildt.

## Architettura
La facciata del palazzo è straordinariamente essenziale e presenta un incantevole equilibrio delle proporzioni.
All'interno del palazzo, sono di pregio : l'androne principale e gli ambienti situati nella parte centrale dell'edificio. Ancora oggi sono assenti tracce della ricchezza e del fasto passati: capitelli, cornici e stucchi, alcuni dei quali realizzate al tempo della costruzione dell'edificio. Una serie di soffitti a volta del piano terra e del primo piano, sono invece dipinti simili alle decorazioni del pittore Felice Giani.
La ricchezza del palazzo consisteva soprattutto negli appariscenti arredi e collezioni di opere d'arte raccolti del marchese. Le pareti della biblioteca, la quale accoglieva nelle scaffalature in legno migliaia di inestimabili volumi manoscritti, furono decorate da Gino Ravaioli. In particolare nellas stanza centrale furono dipinte la fede, le scienze, le lettere e le arti, raffigurate da personaggi illustri di ogni epoca, mentre, tra quattro grandi riquadri, il pittore riminese rappresentò altrettanti episodi della storia della famiglia Paolucci di Calboli. All'interno del palazzo vi si trova un cammino attribuito probabilmente alla bottega del Canova.
All'interno dell'edificio si trova un grandioso cancello in ferro battuto che divide l'androne dal cortile del palazzo. Quest'ultimo ornato al centro da un pozzo di gusto neo rinascimentale, realizzato su progetto dell'architetto romano Florestano Di Fausto.
Il palazzo è sede della Società filodrammatica del Talentoni, sorta nel 1876 e attiva fino al 1894. Durante questo periodo il decoratore Annibale Mrabini affrescò diverse stanze, nonché numerosi scenari per il teatro. Nel 1994, il palazzo fu oggetto di un'interessante ricostruzione storica.